# Udzh

Mapa dos corredores otomanos para a ofensiva após a Batalha de Maritsa.

Udzh (em turco:  Uç), (em turco:  اوج) significa literalmente a ponta de uma flecha ou lança.
Este é um corredor estratégico otomano para a ofensiva. Após a criação do Corpo de Janízaros em Edirne (1365), a ofensiva seguiu em todas as direções, inclusive principalmente em Constantinopla, levantando Anadoluhisarı e Rumelihisarı.
À frente dos militares no corredor está Udzh Bei. 